# HD 178937
HD 178937，又名CD-3713090，SAO 211037、HR 7273，是一颗恒星，视星等为6.57，位于銀經0.05，銀緯-19.99，其B1900.0坐标为赤經19h 5m 23.8s，赤緯-37° -19.99′ 51″。